# ヴードゥー組曲
『ヴードゥー組曲』（Voodoo Suite）は、ペレス・プラードが作曲した30分弱の大曲で、アフリカ音楽からラテン、そしてジャズに至る変遷を組曲化して、表現している。
勿論マンボも含まれている。ブードーとはアフリカの原始宗教のブードー教から命名されている。
コンサートツアー中にホテルで一晩で書き上げたといわれる。もともと彼の家は裕福で、幼少期からクラッシク・ピアノを学んでいたことで、暗譜ができたので、構想は以前からあり、曲想を重ねて、一機に書き上げたともいわれる。
2020年現在、『ぶーどー組曲』と言うCDアルバムが発売されている。